# 애정파도
"애정파도"(愛情波濤)는 한국에서 제작된 문화성 감독의 1956년 영화이다. 안나영 등이 주연으로 출연하였고 김만길 등이 제작에 참여하였다.

## 출연

### 주연
- 안나영
- 이예성
- 이예춘
- 변기종
- 전옥
- 박옥초
- 구봉서

## 기타
- 조명: 이한찬
- 녹음: 이경순